# Sakura Matō
Sakura Matō (間桐 桜 Matō Sakura?) es un personaje de la novela visual japonesa y del anime Fate/stay night.
Su cumpleaños es el 2 de marzo y su tipo de sangre es O. En Fate/Zero, su estatura es de 120 cm, mientras que su peso es de 25 kg (basado en cuando era pequeña). Diez años más tarde, crece hasta alcanzar los 156 cm y pesar 46 kg.
La voz que hace de Sakura es realizada por Noriko Shitaya en japonés, mientras que en el doblaje para Latinoamérica es interpretada por Lidia Abautt en Fate/stay night en Venezuela mientras que en Fate/Extra Last Encore en México por Dulce Chino y en el de España por Carmen Calvell.
Una estudiante en su primer año de escuela secundaria, Sakura es la hermana de Shinji Matō. Después de que muriera el padre de Shirō, Kiritsugu, Sakura visitaba con frecuencia a Shirō para ayudarlo con las tareas domésticas. Es muy tímida, pero posee una gran fuerza interior. Sakura siente, como es evidente, algo por Shirō Emiya. Sakura juega un papel menor en las rutas Fate y Unlimited Blade Works, no es más que una obediente kōhai que siempre está ahí para ayudar a Shirō en ambas rutas. Sin embargo, en la ruta Heaven's Feel, ella sirve como la heroína principal de la historia y su trasfondo se amplía enormemente. En la historia original del anime, Sakura es secuestrada por Caster como un sacrificio para convocar al Santo Grial debido a que posee circuitos mágicos latentes. Durante el intento de rescate, se confirma que ella y Rin son hermanas que se separaron cuando eran muy jóvenes.
- Datos: Q4918636